# Tratado de París (1856)

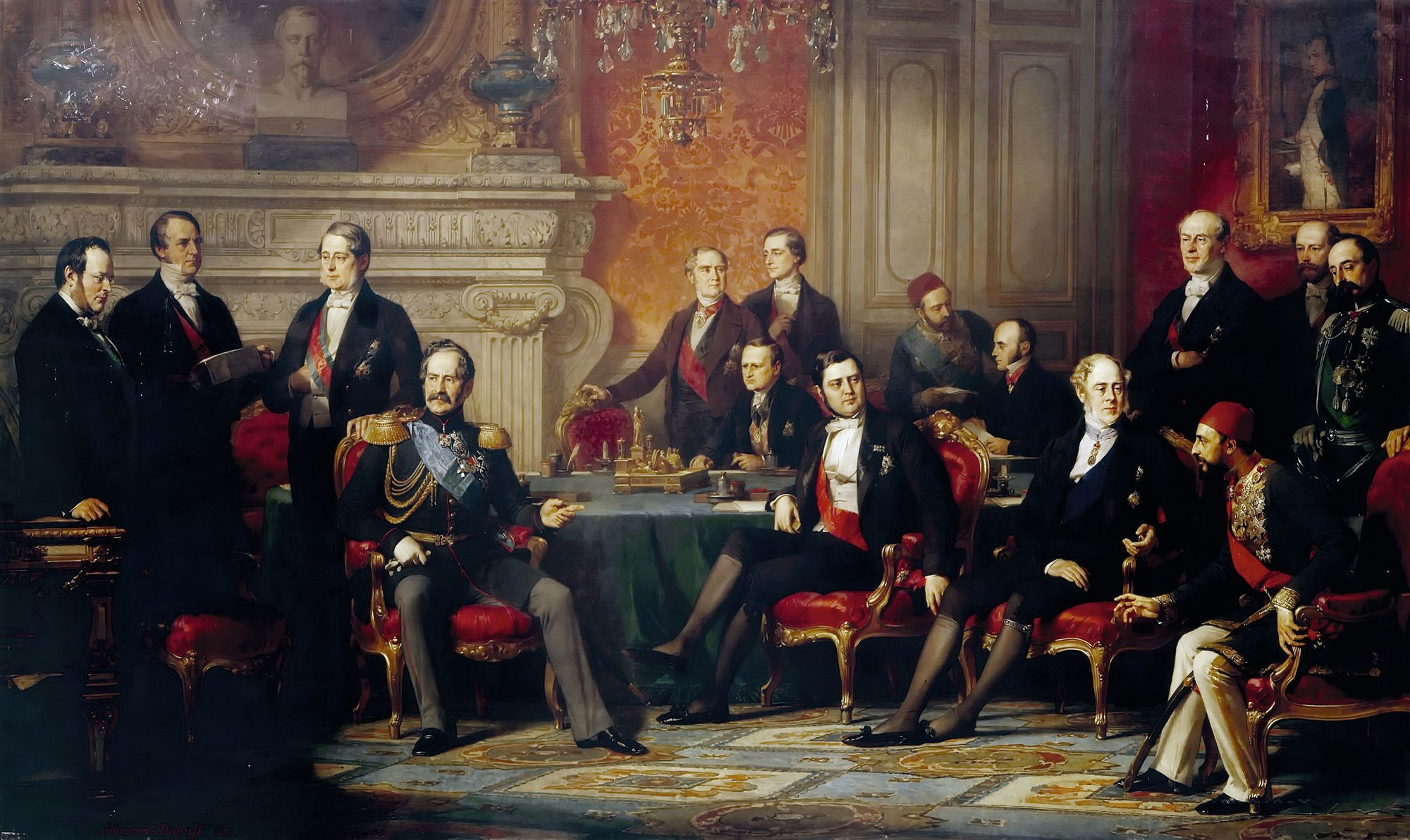
El Congreso de París.

Los Balcanes según lo dispuesto en el Tratado de París.

El tratado de París de 1856 dio por finalizada la guerra de Crimea, en la que Rusia se enfrentó contra el Imperio otomano, Francia, Reino Unido y el Reino de Cerdeña. El tratado, firmado el 30 de marzo, convertía al mar Negro en territorio neutral, prohibiendo el paso a los buques de guerra y la presencia de fortificaciones y armamento en sus orillas. El tratado supuso un duro revés para la influencia rusa en la región.
Moldavia y Valaquia permanecerían bajo el dominio de los otomanos, pero les serían concedidas constituciones y asambleas nacionales, que deberían ser supervisadas por las potencias vencedoras. Se proyectó un referéndum para conocer la opinión de la gente respecto a la unificación. También, Moldavia recibió el sur de Besarabia (Budjak). 
El tratado también desmilitarizó las islas Åland en el mar Báltico, que pertenecían al Gran Ducado de Finlandia, que a su vez pertenecía a Rusia. La fortaleza de Bomarsund había sido destruida por las fuerzas francesas y británicas en 1854 y la alianza quiso prevenir su uso como base militar rusa. La paz de París confirmó la derrota de Nicolás I de Rusia. 
- Rusia perdió en favor de Moldavia (Bolhrad, Cahul e Izmaíl), parte del territorio que le había sido concedido en la desembocadura del Danubio por el Tratado de Bucarest (1812).[1] Territorios recuperados por los rusos en 1878 por el Congreso de Berlín.[2]
- Se creó la Comisión Central para la Navegación del Danubio, de estructura similar a la Comisión Central para la Navegación del Rin.
- Fue forzada a abandonar aspiraciones de proteger a cristianos del Imperio otomano (al igual que Francia).
- Rusia perdió su influencia sobre el Principado de Moldavia y el Principado de Valaquia,[1] que, junto con Serbia, obtuvieron una mayor independencia.
- Se abolieron las patentes de Corso, para no usar mercenarios a las órdenes de los mandos militares de los países.[3]